# Island (電視劇)
《Island》，為韓國TVING於2022年12月30日起播出的原創網路劇集，改編自尹仁完和梁慶一共同創作的漫畫《靈甲鬼修羅》，由《歡迎來到東莫村》、《被操縱的都市》的裴鍾導演執導，《我在路邊撿了個藝人》、《你是禮物》的吳寶賢作家執筆。講述為了消滅人類世界而蠢蠢欲動的妖怪們—情炎鬼，因石爺封印崩解復活，把出現在濟州島的財閥繼承女當作獵物，背負命運輪迴的存在們與其對抗的故事。
本劇分成2部並透過Prime Video全球獨家播出。第2部於2023年2月24日上線。tvN於2023年2月10日起金土連續劇時段播出第1部，OCN於2023年2月12日起日曜劇時段播出第1部。
2023年3月《Island》受邀參加第76屆坎城影展，也入圍了非競賽單元的Rendezvous單元。10月《Island》獲得AACA (亞洲學院創意獎) 最佳OTT原創獎提名。
2024年1月13日在越南胡志明市舉行的第28屆亞洲電視大獎（ATA）上，《Island》獲得最佳原創數位影集獎。

## 演員陣容

### 主要人物
| 演員                    | 角色                  | 介紹 |
| 金南佶 （童年：김서준） | 班（同音譯：般/ Pan） | 半人半妖的妖怪獵人。為了對抗情炎鬼從小就被培養為誅殺僧，身上流著情炎鬼的血液。與元美湖簽約成為她的貼身保鑣。                               |
| 李多熙 （童年：朴緒耿） | 元美湖 / 元情         | 大韓集團會長的獨生女、財閥三世。遭姑姑設局惹上暴力醜聞後來到濟州島成為了高中老師，每天過著不情願的反省生活，卻意外成為了妖怪們眼中的獵物。 |
| 車銀優 （童年：奇恩侑） | 約翰                  | 驅魔司祭。韓文名姜燦赫，因預言書的內容，從梵蒂岡來到濟州島保護並喚醒元美湖的力量。外表看上去開朗活潑，內心卻有著悲傷的過往。               |
| 盛駿 （童年：김민준）   | 弓嘆                  | 半人半妖的妖怪獵人。與班一起被培養為誅殺僧。因為一場事件，被世界拋棄的他從此與班對立。                                                     |

### 般周邊人物
| 演員   | 角色   | 介紹                                                                           |
| 高斗心 | 金白主 | 長生不死，在古濟州耽羅國時期扶養元情長大。現今經營海女奶奶之家，夫炎芝的奶奶。 |
| 朴根瀅 | 宗靈   | 太長宗。將無依無靠的孤兒培養成誅殺僧，卻因此葬送許多無辜小孩的生命。           |
| 琴光山 | 護法僧 | 本劇原創角色。                                                                 |
| 姜賢鐘 | 護法僧 | 本劇原創角色。                                                                 |

### 美湖周邊人物
| 演員   | 角色   | 介紹                                                                                     |
| 吳光祿 | 張執事 | 前職神父，現為元美湖的管家。                                                             |
| 李順元 | 姜室長 | 元美湖工作上的左右手，實為元寶藍安排在美湖身邊的臥底。在樹林中被情炎鬼附身，攻擊元美湖。 |
| 柳勝玉 | 韓秀珍 | 耽羅高中老師、元美湖的朋友。                                                             |
| 李周錫 | 承俊   | 韓秀珍的為未婚夫。                                                                       |
| 金基天 | 李山日 | 耽羅高中校長。                                                                           |
| 全國煥 | 元泰翰 | 大韓集團會長、元美湖的父親。                                                             |
| 李恆娜 | 元寶藍 | 大韓飯店社長、元美湖的姑姑。                                                             |

### 其他人物
| 演員   | 角色   | 介紹                                               |
| 許正熙 | 夫炎芝 | 耽羅高中學生。李秀蓮好友，金白主收養孫女。         |
| 鄭受彬 | 李秀蓮 | 耽羅高中學生。遭遇約會暴力，於是向般朱萊神木祭拜。 |
| 劉伊俊 | 尹京駿 | 耽羅高中休學學生。約會暴力加害者。                 |

### 特別出演
| 演員                    | 角色   | 介紹                                             |
| 金敏俊                  | 新郎   | 拍婚紗照時被情炎鬼附身後，被班所殺。             |
| 李寶藍                  | 新娘   | 拍婚紗照時被情炎鬼附身後，被班所殺。             |
| 金勇明                  | 攝影師 | 被情炎鬼附身的新郎殺害。                         |
| 崔泰俊 （童年：최정후） | 姜燦熙 | 約翰的哥哥，因變故自幼和約翰失散，被情炎鬼附身。 |
| 金盛吳                  | 白     | 白百教教主。希望為自稱白仙人的教眾打造新世界。   |
| 韓基燦                  | 信徒   | 白百教信徒。                                     |
| 李奎浩                  |        | 車禍騙子。                                       |
| 朴光才                  |        | 車禍騙子。                                       |

## 收視率
| 季數 | 季數 | 每季集數 | 每季集數 | 每季集數 | 每季集數 | 每季集數 | 每季集數 |
| 季數 | 季數 | 1        | 2        | 3        | 4        | 5        | 6        |
| ---- | ---- | -------- | -------- | -------- | -------- | -------- | -------- |
|      | 1    | 637      | 480      | 543      | 363      | 488      | 待定     |

| 集數 | 播出日期   | AGB收視率        | AGB收視率      |
| 集數 | 播出日期   | 大韓民國（全國） | 首爾（首都圈） |
| ---- | ---------- | ---------------- | -------------- |
| 1    | 2023/02/10 | 2.833%           | 3.042%         |
| 2    | 2023/02/11 | 2.046%           | 2.417%         |
| 3    | 2023/02/17 | 2.362%           | 2.723%         |
| 4    | 2023/02/18 | 1.515%           | 1.984%         |
| 5    | 2023/02/24 | 2.095%           | 2.619%         |
| 6    | 2023/02/25 | 1.28%            |                |

## 記事
- 2021年4月13日，據報導原定女主角徐睿知因陷入各種爭議或將退出《Island》[9][10]。2021年5月4日，確定徐睿知退出《Island》，女主角的選角工作已恢復進行[11]。

- 2021年5月17日，據《OSEN》報導，李多熙接到提案，有望飾演女主角[12][13]。2021年9月28日，確定主演陣容，該劇將由金南佶、李多熙、車銀優和盛駿擔任主演角色[14]。

## 外部連結
- 韓國TVING官方網站
- 在Prime Video上觀看《Island》 （页面存档备份，存于）
- Daum上《Island》的資料
- 互联网电影数据库（IMDb）上《Island》的资料（英文）
- 網路漫畫《靈甲鬼修羅 避邪回歸》在Line Webtoon的頁面（繁體中文） （页面存档备份，存于）

| tvN 金土劇                             | tvN 金土劇                              | tvN 金土劇 |
| -------------------------------------- | --------------------------------------- | ---------- |
|                                        | Island （2023年2月10日－2023年2月25日） |            |
| Blind （2022年9月16日－2022年11月5日） | —                                       |            |